# شادی کرنیب
شادی کرنیب (عربی: شادي كرنيب؛ زادهٔ ۱ ژانویهٔ ۱۹۷۵) بازیکن فوتبال اهل لبنان بود.
از باشگاه‌هایی که در آن بازی کرده‌است می‌توان به باشگاه ورزشی صفا اشاره کرد.
وی همچنین در تیم ملی فوتبال لبنان بازی کرده‌است.